# Bartholomeus van Bassen

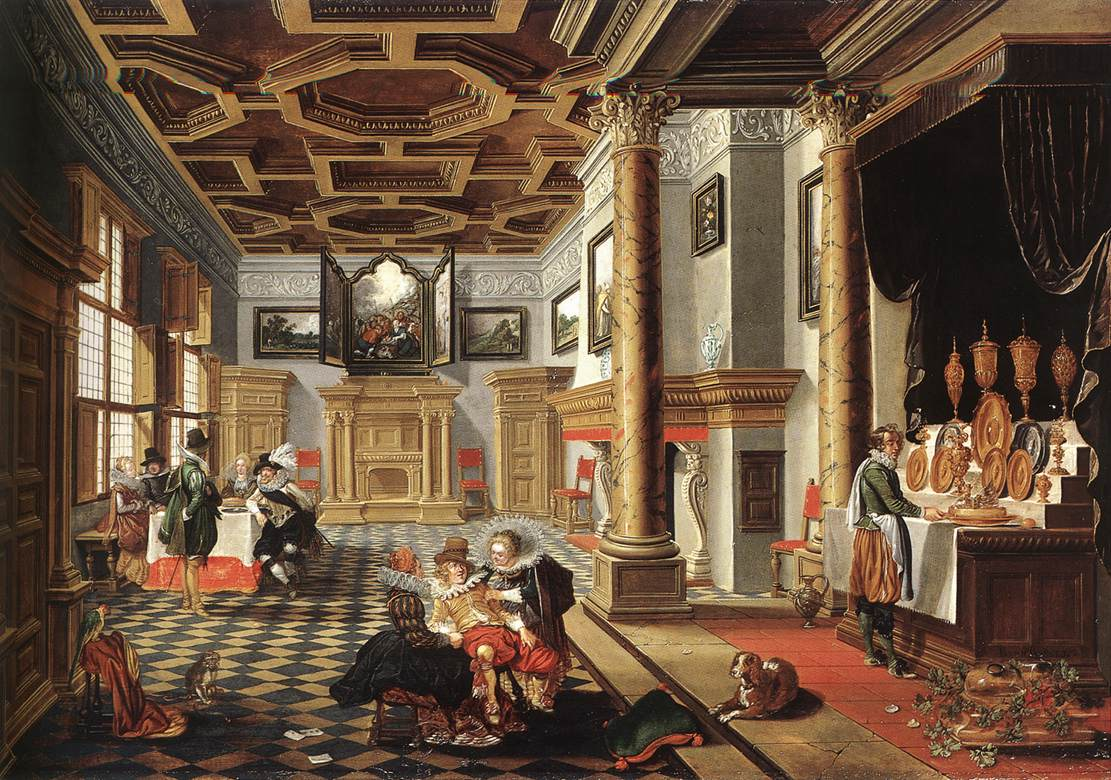
Interior renacentista, 1618-1620

Bartholomeus Corneliszoon van Bassen (La Haya, c. 1590-La Haya, 1652) fue un pintor y arquitecto del denominado Siglo de oro neerlandés.

## Biografía

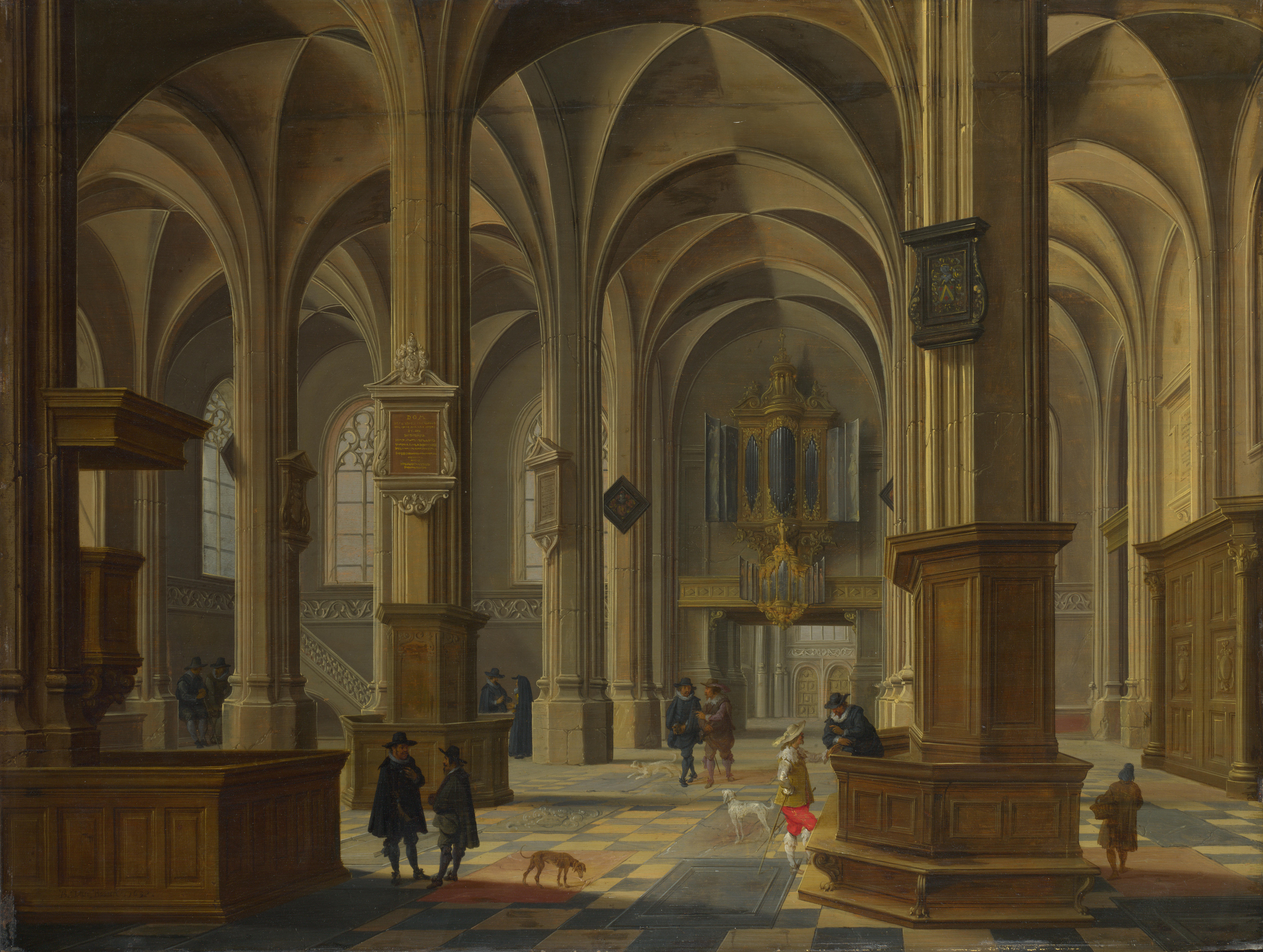
Interior de la Cunerakerk, Rhenen.

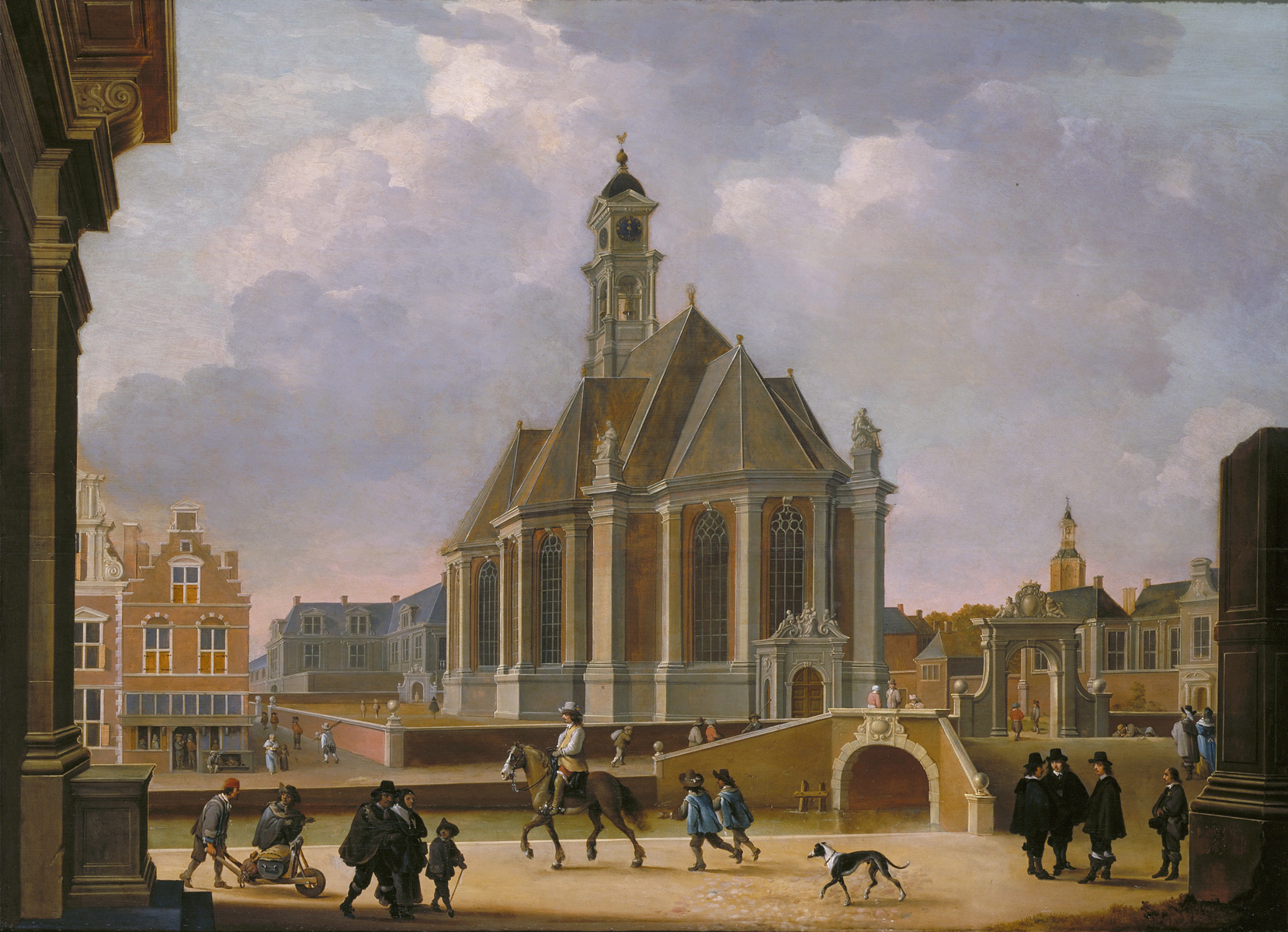
Nueva iglesia en el Spui, vista desde el este (La Haya).

Van Bassen nació probablemente en La Haya y no en Amberes, como se creyó en el pasado, hijo de Cornelis Ernst van Bassen y nieto del clérigo Bartholt Ernst van Bassen, que vivieron y murieron en La Haya. Se conocen pocos datos de los primeros años de su vida, pero según el Rijksbureau voor Kunsthistorische Documentatie (Instituto Holandés de Historia del Arte), en 1613, se convirtió en miembro del Gremio de San Lucas de Delft. En 1622 se inscribió en el gremio de San Lucas de La Haya, donde figura registrado hasta 1652. Es reconocido por sus pinturas de arquitecturas e interiores, a veces con figuras (staffage) añadidas por Anthonie Palamedesz., Esaias van de Velde y Jan Martszen de Jonge.
En 1638, se convirtió en el arquitecto de la ciudad de La Haya. Trabajó en el palacio de verano Huis Honselaarsdijk de Federico Enrique de Orange-Nassau (príncipe de Orange), que sería derribado después de haber sido utilizado como hospital militar durante la Guerra de 1812), en la restauración del Ayuntamiento y desde 1649 en adelante colaboró en la realización de la Nieuwe Kerk.
Van Bassen también ejecutó una serie de proyectos arquitectónicos a lo largo del país. Su edificio más importante fue el Het Koningshuis, el palacio de verano de Federico V del Palatinado, denominado rey de Bohemia. Su palacio de verano estaba en la ciudad de Rhenen, cerca de Utrecht, y se construyó por Bassen entre 1629-1631. Este palacio, como Honselaarsdijk, fue también utilizado como hospital militar durante la guerra de 1812 y demolido poco después.
Sus principales discípulos fueron Gerard Houckgeest y Jan van der Vught. Murió en La Haya.

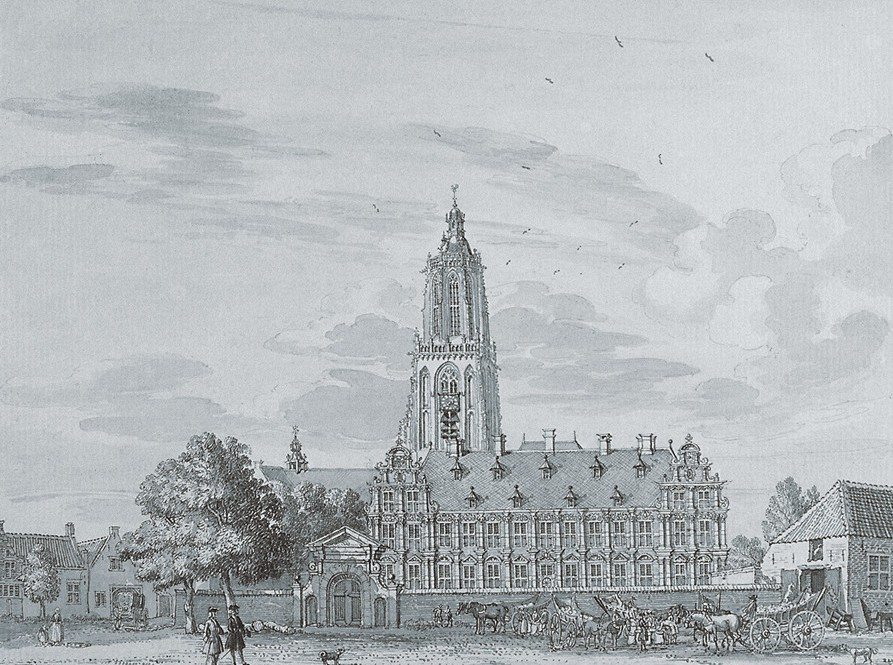
Palacio de verano de Federico V del Palatinado en Rhenen, con la torre de Cunera edificada por Jan de Beijer en 1745 al fondo
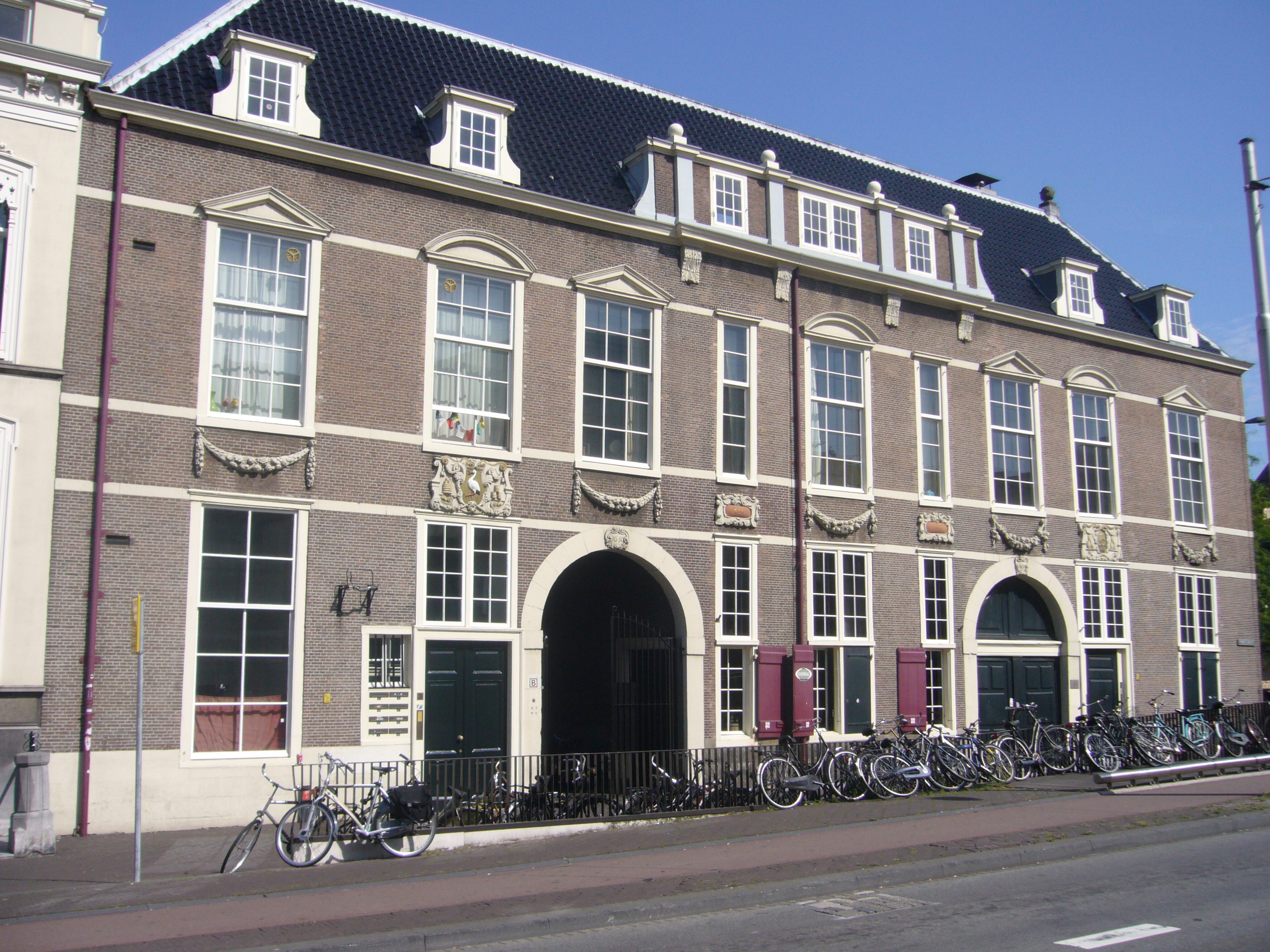
Boterwaag, peso público en La Haya.